# Rio Salgado (periodiskt vattendrag i Brasilien, Ceará, lat -6,27, long -38,78)
Rio Salgado är ett periodiskt vattendrag i Brasilien.   Det ligger i delstaten Ceará, i den östra delen av landet, 1 500 km nordost om huvudstaden Brasília.
Omgivningen kring Rio Salgado är huvudsakligen savann. Området är ganska glesbefolkat, med 48 invånare per kvadratkilometer.